# Bukovska vas
Bukovska vas je naselje v Občini Dravograd.